# Wittenburg (Elze)
Wittenburg è una frazione (Ortsteil) della città di Elze, nel land della Bassa Sassonia, in Germania.

## Storia
Già comune autonomo nel circondario di Springe, fu soppresso e incorporato a Elze il 1º marzo 1974.